# 무로네촌
무로네촌(室根村)은 이와테현 히가시이와이군에 있었던 촌이다. 2005년 9월 20일에 
구 이치노세키시, 하나이즈미정 다이토정, 센마야정, 히가시야마정, 가와사키촌과 합병되어 새로운 이치노세키시가 형성되었다.

## 연혁
- 1889년 4월 1일 : 정촌제 시행과 함께 히가시이와이군 오쓰호촌, 야고지촌, 오리카베촌이 성립하였다.
- 1955년 4월 1일 : 오쓰호촌, 야고지촌, 오리카베촌의 일부를 합병해  히가시이와이군 무로네촌이 성립하였다.
- 2005년 9월 20일 : 무로네촌과 이전의 이치노세키시 니시이와이군 하나이즈미정, 히가시이와이군 다이토정, 센마야정, 히가시야마정이 합병해 새로운 이치노세키시가 형성되었다.

## 교통

### 철도
- 동일본 여객철도
  - 오후나토 선

### 도로
- 국도 284호선